# 駐日イラク大使館
駐日イラク大使館（ちゅうにちイラクたいしかん、アラビア語: سفارة جمهورية العراق في طوكيو、英語: Embassy of Iraq in Tokyo）は、イラクが日本の首都東京に設置している大使館である。

## 歴史
1955年8月18日、イラク王国がサンフランシスコ講和条約を批准、これにより第二次世界大戦で途絶えていた日本とイラクの国交が回復した。同年12月、在日イラク公使館が東京で開設され、1960年に大使館に昇格した。
かつては、東京都港区赤坂の、駐日カナダ大使館の傍に大使館があったが、後に現在の位置に移設した。

## 大使
2024年1月10日より、ペワン・ジャセム・イブラヒム・ザウィタイが臨時代理大使を務めている。